# Lenartov
Lenartov je obec na Slovensku v okrese Bardejov ležící v pohoří Čergov. Severní hranice katastru je zároveň státní hranicí s Polskem. Žije zde přibližně 1 200 obyvatel, první písemná zmínka pochází z roku 1427. Nachází se zde římskokatolický kostel svatého Leonarda z roku 1826.